# Grünflügelara
Der Grünflügelara oder Dunkelrote Ara (Ara chloropterus; Syn.: Ara chloroptera) ist ein Vogel aus der Familie der Eigentlichen Papageien (Psittacidae) und der Gattung der Eigentlichen Aras (Ara).

## Beschreibung
Grünflügelaras zählen mit einer Körperlänge von bis zu 90 cm zu den größten Papageienarten. Ihr Gefieder ist hauptsächlich rot. Das weiße, nackte Gesicht ist mit kleinen roten Federstricheln besetzt. Die Iris ist hellgrau bis elfenbeinfarben. Die Flügel sind blau, die mittleren, namensgebenden Flügeldecken grün. Die oberen Schwanzdeckfedern sind bläulich, die Schwanzfedern rot, zur Spitze hin blau gefärbt. Der Schnabel ist wie bei den meisten Aras groß. Der Oberschnabel ist elfenbeinfarben mit dunkleren Schnabelklingen, der Unterschnabel schwarz gefärbt. Die kräftigen, zum Klettern geeigneten Füße weisen graue Farbtöne auf.
Grünflügelaras weisen keinen Geschlechtsdimorphismus auf, d. h. Männchen und Weibchen lassen sich äußerlich nicht unterscheiden. Das Geschlecht kann mittels Endoskopie bestimmt werden. In menschlicher Obhut werden den Aras sogenannte Transponderchips injiziert, auf denen Daten wie Geschlecht, Geburtstag etc. gespeichert sind.

## Verbreitung und Lebensraum
Grünflügelaras sind im nördlichen Südamerika weit verbreitet anzutreffen. Man findet sie in Brasilien, außer im äußersten Süden und Osten; in Nord-Paraguay, Ost-Bolivien, Ost-Peru, Ost-Kolumbien und im Norden bis Panama; außerdem in Süd-Venezuela, Trinidad und Tobago, Guayana, Surinam und Französisch-Guayana. Das Verbreitungsgebiet deckt sich in etwa mit dem des Gelbbrustaras.

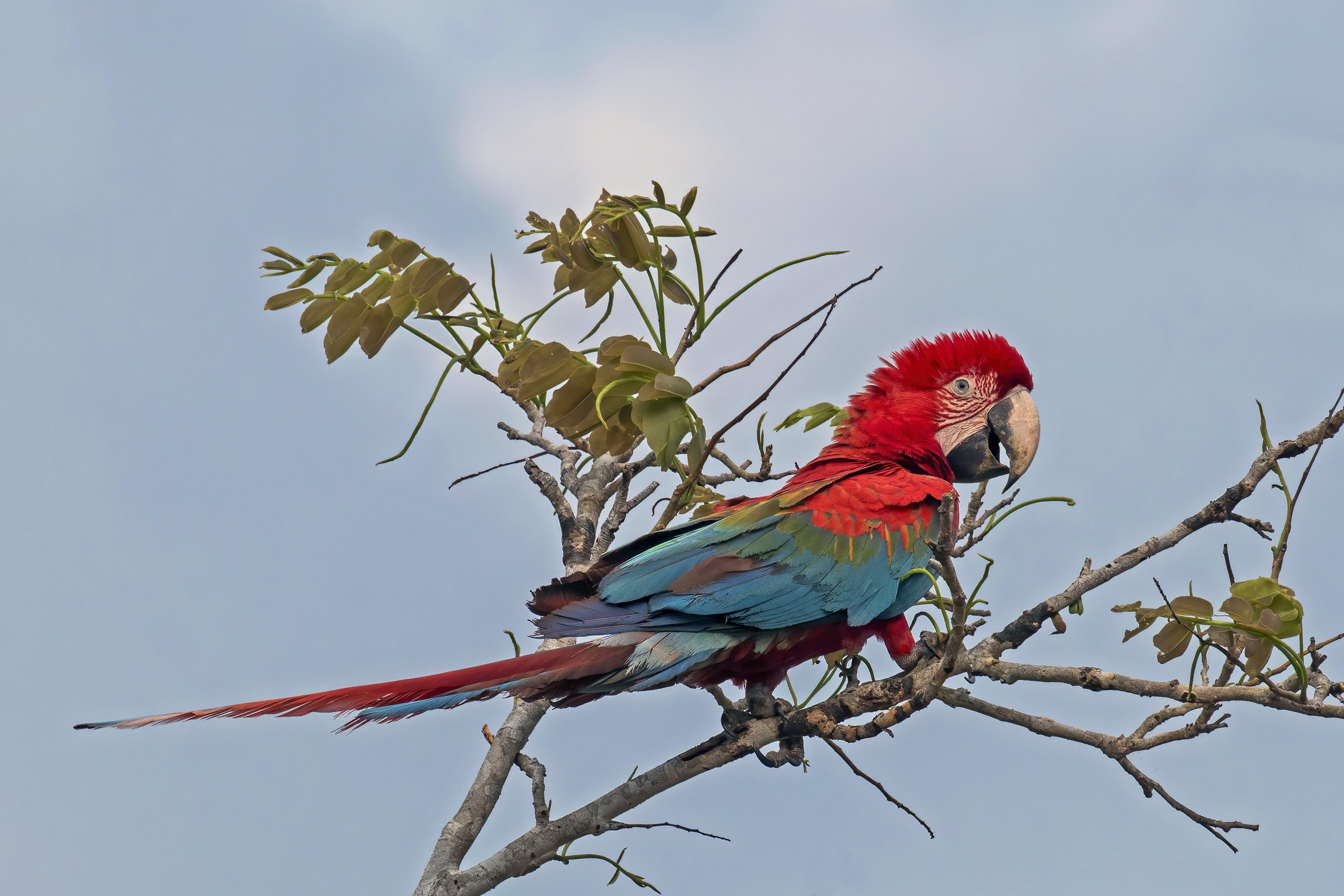
Jungtier

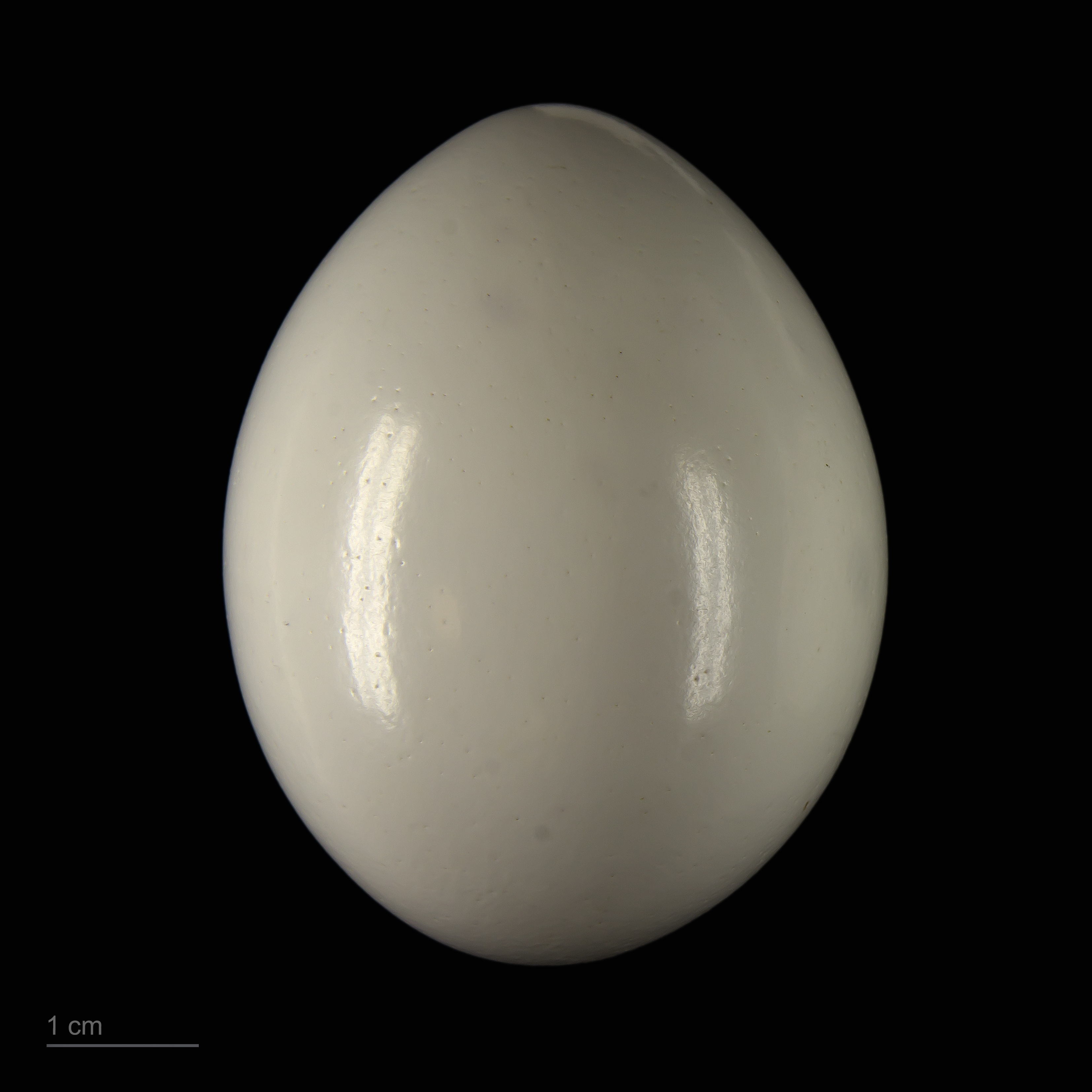
Ara chloropterus

### Habitat
Der Grünflügelara bewohnt tropische Tiefländer entlang von Flüssen und Waldrändern.

## Ernährung

Verbreitungsgebiet

Grünflügelaras ernähren sich hauptsächlich von Früchten und Nüssen, speziell von Uxi (Endopleura uchi), Jatoba (Hymenaea spec.) und Paranüssen (Bertholletia excelsa).

## Brut
Der Beginn der Brutsaison variiert von Ende November im Süden bis Februar/März im Norden des Verbreitungsgebietes. Das Gelege besteht gewöhnlich aus bis zu drei Eiern, die etwa 28 Tage bebrütet werden. Nach 90 bis 100 Tagen verlassen die Jungen die Bruthöhle.

## Lehmlecken
Zu unterschiedlichen Zeiten im Jahr besucht der Grünflügelara, wie viele andere Papageienarten auch, sogenannte Lehmlecken. Dies sind Plätze an steilen Flussufern, wo Lehm zutage tritt. Hier nehmen die Vögel, häufig in Schwärmen, Mineralien auf, die sie zur Entgiftung von durch die Nahrung aufgenommenen Schadstoffen benötigen. Der Mineralienbedarf richtet sich daher nach dem jeweiligen Nahrungsangebot. Die bekanntesten Plätze sind die Lehmlecken von Tambopata und Timpia.

## Etymologie und Forschungsgeschichte
Die Erstbeschreibung des Grünflügelaras erfolgte 1859 durch George Robert Gray unter dem wissenschaftlichen Namen Ara chloropterus. Als Verbreitungsgebiet nannte er Britisch-Guayana sowie Südamerika. Bereits 1799  führte Bernard Germain Lacépède die Gattung Ara ein. In der Tupi-Sprache werden die Laute der Aras so beschrieben. Der Artname »chloropterus« ist ein Wortgebilde aus χλωρος khlōros für gelb und πτερυξ, πτερυγος pteryx, pterygos für Flügel. Alfred Laubmann sah neben zwei gesammelten Bälgen während der „2. Gran-Chaco-Expedition“ durch Eugen Josef Robert Schuhmacher (1906–1973) und Michael Mathias Kiefer (1902–1980) nur im Synonym Ara chloroptera major Bertoni, W, 1901 aus dem Departamento Alto Paraná den einzigen weiteren Nachweis für die Existenz in Paraguay.